# Japalura andersoniana
Japalura andersoniana là một loài thằn lằn trong họ Agamidae. Loài này được Annandale mô tả khoa học đầu tiên năm 1905.